# Convento de Nuestra Señora de la Consolación (Gotor)
El convento Dominico en Gotor (Provincia de Zaragoza, España) es un conjunto conventual del siglo XVI formado por una iglesia monumental y un claustro de planta cuadrada, adosado en su lado meridional y que actúa como centro distribuidor del resto de las dependencias. 

## Descripción
La iglesia tiene cabecera recta, nave única y capillas entre los contrafuertes comunicadas entre sí. El presbiterio está cubierto por una gran cúpula que señala el lugar bajo el que sitúa el panteón familiar de los Luna, motivo de la construcción del convento. La portada, de corte clasicista, se abre en el frente occidental y junto a ella, en el ángulo suroccidental, se eleva la torre campanario. 
Del claustro apenas se conservan los muros perimetrales y el arranque de las bóvedas de crucería de las crujías, pero se deduce que debía seguir los esquemas habituales de distribución espacial de este tipo de construcciones. 
El conjunto es de grandes dimensiones y está realizado en mampostería combinada con sillares de refuerzo en los ángulos, contrafuertes y marcos de los vanos.

## Historia
Fue mandado erigir por Jaime Martínez de Luna en 1522. 
Abandonado con la desamortización de Méndizabal de 1836, pasó a propiedad municipal, siendo usado para diversas funciones durante los siglo XIX y XX.
En 2001 fue designado Bien de Interés Cultural (BIC). Su mal estado de conservación motivó su inclusión en la lista roja de patrimonio en peligro de Hispania Nostra.